# Чемпионат СССР по лёгкой атлетике 1966
Лично-командный чемпионат СССР по лёгкой атлетике 1966 года проходил с 12 по 14 августа в Днепропетровске на стадионе «Метеор». Этот украинский город во второй раз в истории принимал чемпионат страны (впервые — в 1946 году). На протяжении трёх дней были разыграны 32 комплекта медалей (20 у мужчин и 12 у женщин).
Единственный рекорд СССР на соревнованиях установила Татьяна Щелканова, которая по ходу пятиборья прыгнула в длину на 6,73 м. В ещё одной попытке она показала результат 6,96 м, но он не был ратифицирован, так как скорость попутного ветра превышала допустимые 2 м/с. Несмотря на выдающийся результат, по сумме пяти видов Щелканова заняла второе место. Чемпионский титул ей удалось завоевать в отдельном виде, но там попытки оказались несколько хуже, чем в пятиборье (лучшая — 6,70 м).
По две золотые медали на чемпионате завоевали сёстры Пресс. У Тамары после побед в толкании ядра и метании диска стало на счету 16 золотых медалей национальных первенств (завоёванных с 1958 года), а у Ирины с учётом успехов в беге на 80 метров с барьерами и пятиборье — 13 (с 1959). Татьяна Щелканова и сёстры Пресс завершили спортивную карьеру вскоре после завершения турнира; на чемпионат Европы в Будапеште (30 августа — 4 сентября 1966 года) они уже не поехали.
Десятый год подряд в беге на 110 метров с барьерами сильнейшим оказался Анатолий Михайлов. За всё это время он был как никогда близок к поражению: серебряный призёр Виктор Балихин показал с чемпионом одинаковое время на финише (14,0).
Победный дубль оформил бегун Виктор Кудинский, выигравший дистанции 5000 метров и 3000 метров с препятствиями. В стипль-чезе ему не хватило чуть более секунды до установления национального рекорда.
Две победы одержала Вера Попкова в спринте на 100 и 200 метров.
Игорь Тер-Ованесян в восьмой раз (и пятый подряд) оказался сильнейшим в стране в прыжке в длину. С учётом выступлений в эстафетах на его счету стало 11 побед на чемпионатах Советского Союза.
Лучшие результаты в истории соревнований показали Ромуальд Клим в метании молота (69,84 м) и Янис Лусис в метании копья (85,08 м).
В течение 1966 года в различных городах были проведены также чемпионаты СССР в отдельных дисциплинах лёгкой атлетики:
- 13 марта — чемпионат СССР по кроссу (Ессентуки)
- 3 июля — чемпионаты СССР по марафону и ходьбе на 50 км (Одесса)
- 3—6 октября — чемпионаты СССР по десятиборью и эстафетному бегу (Ленинакан)

## Командное первенство
| Место | Команда          |
| ----- | ---------------- |
| 1     | Вооружённые Силы |
| 2     | Профсоюзы        |
| 3     | «Динамо»         |

## Призёры

### Мужчины
| Дисциплина             | Золото                                     | Золото    | Серебро                                        | Серебро   | Бронза                                        | Бронза    |
| ---------------------- | ------------------------------------------ | --------- | ---------------------------------------------- | --------- | --------------------------------------------- | --------- |
| 100 м                  | Эдвин Озолин Вооружённые Силы Ленинград    | 10,5      | Гусман Косанов Динамо Алма-Ата                 | 10,6      | Николай Иванов Динамо Саратов                 | 10,6      |
| 200 м                  | Амин Туяков Вооружённые Силы Алма-Ата      | 20,9      | Эдвин Озолин Вооружённые Силы Ленинград        | 21,0      | Николай Иванов Динамо Саратов                 | 21,1      |
| 400 м                  | Григорий Свербетов Вооружённые Силы Одесса | 46,8      | Борис Савчук Вооружённые Силы Ленинград        | 46,8      | Александр Иванов Вооружённые Силы Ленинград   | 47,0      |
| 800 м                  | Вадим Михайлов Труд Ленинград              | 1.48,2    | Игорь Потапченко Динамо Ленинград              | 1.48,2    | Сергей Крючёк Буревестник Ленинград           | 1.48,8    |
| 1500 м                 | Март Вильт Калев Кохтла-Ярве               | 3.42,2    | Янис Якубовс Динамо Рига                       | 3.43,1    | Анатолий Верлан Труд Кемерово                 | 3.43,2    |
| 5000 м                 | Виктор Кудинский Вооружённые Силы Киев     | 14.02,2   | Рашид Шарафетдинов Динамо Ленинград            | 14.02,4   | Кестутис Орентас Динамо Вильнюс               | 14.02,8   |
| 10 000 м               | Леонид Микитенко Динамо Алма-Ата           | 28.48,4   | Анатолий Макаров Вооружённые Силы Свердловск   | 29.03,0   | Степан Байдюк Вооружённые Силы Киев           | 29.08,6   |
| 3000 м с препятствиями | Виктор Кудинский Вооружённые Силы Киев     | 8.30,8    | Анатолий Курьян Труд Иркутск                   | 8.31,6    | Адольфас Алексеюнас Локомотив Вильнюс         | 8.38,6    |
| 110 м с барьерами      | Анатолий Михайлов Труд Ленинград           | 14,0      | Виктор Балихин Вооружённые Силы Брест          | 14,0      | Вячеслав Скоморохов Спартак Днепропетровск    | 14,1      |
| 200 м с барьерами      | Василий Анисимов Вооружённые Силы Киев     | 23,3      | Анатолий Казаков Вооружённые Силы Алма-Ата     | 23,5      | Калью Юркатамм Калев Тарту                    | 23,6      |
| 400 м с барьерами      | Эдвин Загерис Вооружённые Силы Рига        | 50,4      | Василий Анисимов Вооружённые Силы Киев         | 50,8      | Анатолий Казаков Вооружённые Силы Алма-Ата    | 51,0      |
| Прыжок в высоту        | Валерий Скворцов Буревестник Москва        | 2,15 м    | Валентин Гаврилов Динамо Москва                | 2,10 м    | Андрей Хмарский Вооружённые Силы Ленинград    | 2,05 м    |
| Прыжок с шестом        | Геннадий Близнецов Буревестник Харьков     | 5,00 м    | Николай Кейдан Вооружённые Силы Ростов-на-Дону | 4,60 м    | Андрей Гамаль Вооружённые Силы Кишинёв        | 4,50 м    |
| Прыжок в длину         | Игорь Тер-Ованесян Буревестник Москва      | 7,88 м    | Герман Климов Динамо Москва                    | 7,80 м    | Леонид Барковский Вооружённые Силы Киев       | 7,77 м    |
| Тройной прыжок         | Виктор Кравченко Динамо Ростов-на-Дону     | 16,32 м   | Анатолий Алябьев Динамо Киев                   | 16,32 м   | Владимир Куркевич Вооружённые Силы Минск      | 16,23 м   |
| Толкание ядра          | Николай Карасёв Вооружённые Силы Москва    | 18,91 м   | Эдуард Гущин Труд Московская область           | 18,80 м   | Борис Георгиев Динамо Ленинград               | 17,48 м   |
| Метание диска          | Владимир Трусенёв Труд Ленинград           | 57,20 м   | Витаутас Ярас Динамо Вильнюс                   | 56,70 м   | Гурам Гудашвили Динамо Тбилиси                | 56,64 м   |
| Метание молота         | Ромуальд Клим Вооружённые Силы Минск       | 69,84 м   | Геннадий Кондрашов Труд Московская область     | 66,70 м   | Владимир Трибунский Динамо Московская область | 66,26 м   |
| Метание копья          | Янис Лусис Вооружённые Силы Рига           | 85,08 м   | Карло Гордземашвили Динамо Тбилиси             | 78,64 м   | Март Паама Калев Тарту                        | 76,79 м   |
| Ходьба на 20 км        | Анатолий Ведяков Динамо Москва             | 1:31.12,6 | Владимир Голубничий Спартак Сумы               | 1:31.28,2 | Вениамин Солдатенко Енбек Алма-Ата            | 1:31.31,0 |

### Женщины
| Дисциплина                                   | Золото                                       | Золото    | Серебро                                      | Серебро    | Бронза                                              | Бронза     |
| -------------------------------------------- | -------------------------------------------- | --------- | -------------------------------------------- | ---------- | --------------------------------------------------- | ---------- |
| 100 м                                        | Вера Попкова Буревестник Челябинск           | 11,6      | Валентина Большова Вооружённые Силы Кишинёв  | 11,7       | Ренате Лаце Даугава Рига                            | 11,8       |
| 200 м                                        | Вера Попкова Буревестник Челябинск           | 23,5      | Людмила Самотёсова Труд Брянск               | 23,9       | Валентина Большова Вооружённые Силы Кишинёв         | 24,0       |
| 400 м                                        | Людмила Самотёсова Труд Брянск               | 54,2      | Мария Иткина Динамо Минск                    | 54,7       | Наталья Рунова Динамо Москва                        | 54,7       |
| 800 м                                        | Алла Кривощёкова Динамо Москва               | 2.04,7    | Вера Муханова Спартак Москва                 | 2.06,6     | Тамара Бабинцева Вооружённые Силы Ленинград         | 2.06,8     |
| 80 м с барьерами                             | Ирина Пресс Динамо Москва                    | 10,7      | Римма Ларионова Буревестник Горький          | 10,8       | Нилия Кулькова Динамо Ленинград                     | 10,8       |
| 100 м с барьерами (высота барьеров: 76,2 см) | Валентина Большова Вооружённые Силы Кишинёв  | 13,0      | Лидия Алфеева Вооружённые Силы Москва        | 13,4       | Нилия Кулькова Динамо Ленинград                     | 13,5       |
| Прыжок в высоту                              | Людмила Комлева Авангард Харьков             | 1,73 м    | Антонина Окорокова Буревестник Ярославль     | 1,70 м     | Клара Пушкарёва Вооружённые Силы Московская область | 1,70 м     |
| Прыжок в длину                               | Татьяна Щелканова Вооружённые Силы Ленинград | 6,70 м    | Татьяна Талышева Динамо Москва               | 6,45 м     | Татьяна Коцарь Авангард Горловка                    | 6,09 м     |
| Толкание ядра                                | Тамара Пресс Труд Москва                     | 17,77 м   | Надежда Чижова Спартак Ленинград             | 17,24 м    | Ирина Пресс Динамо Москва                           | 16,69 м    |
| Метание диска                                | Тамара Пресс Труд Москва                     | 54,70 м   | Людмила Щербакова Динамо Ставрополь          | 52,78 м    | Антонина Попова Буревестник Ленинград               | 51,82 м    |
| Метание копья                                | Эльвира Озолина Буревестник Ленинград        | 54,60 м   | Валентина Попова Буревестник Москва          | 53,64 м    | Нина Маракина Авангард Харьков                      | 51,84 м    |
| Пятиборье                                    | Ирина Пресс Динамо Москва                    | 5084 очка | Татьяна Щелканова Вооружённые Силы Ленинград | 4916 очков | Валентина Тихомирова Спартак Орёл                   | 4769 очков |

## Чемпионат СССР по кроссу
Лично-командный чемпионат СССР по кроссу 1966 года состоялся 13 марта в Ессентуках, РСФСР.

### Мужчины
| Дисциплина  | Золото                                           | Золото  | Серебро                               | Серебро | Бронза                             | Бронза  |
| ----------- | ------------------------------------------------ | ------- | ------------------------------------- | ------- | ---------------------------------- | ------- |
| Кросс 5 км  | Виктор Кудинский Советская Армия Киев            | 14.08,1 | Геннадий Хлыстов Советская Армия Рига | 14.11,8 | Кестутис Орентас Динамо Вильнюс    | 14.14,4 |
| Кросс 14 км | Николай Дутов Советская Армия Московская область | 41.29,7 | Леонид Иванов Трудовые резервы Фрунзе | 41.32,2 | Степан Байдюк Советская Армия Киев | 41.33,2 |

### Женщины
| Дисциплина | Золото                                     | Золото | Серебро                             | Серебро | Бронза                                  | Бронза |
| ---------- | ------------------------------------------ | ------ | ----------------------------------- | ------- | --------------------------------------- | ------ |
| Кросс 1 км | Вера Муханова Спартак Москва               | 2.52,8 | Анна Зимина Труд Московская область | 2.54,5  | Тамара Дунайская Советская Армия Киев   | 2.54,8 |
| Кросс 2 км | Тамара Бабинцева Советская Армия Ленинград | 6.08,0 | Алла Кривощёкова Динамо Москва      | 6.15,1  | Тамара Дмитриева Советская Армия Москва | 6.24,3 |

## Чемпионаты СССР по марафону и ходьбе на 50 км
Чемпионаты СССР по марафону и спортивной ходьбе на 50 км состоялись 3 июля в Одессе, Украинская ССР.

### Мужчины
| Дисциплина      | Золото                                      | Золото    | Серебро                                    | Серебро   | Бронза                                | Бронза    |
| --------------- | ------------------------------------------- | --------- | ------------------------------------------ | --------- | ------------------------------------- | --------- |
| Марафон         | Анатолий Сухарьков Локомотив Москва         | 2:21.17,4 | Рудольф Салов Вооружённые Силы Москва      | 2:23.54,0 | Виктор Байков Вооружённые Силы Рязань | 2:24.10,8 |
| Ходьба на 50 км | Геннадий Агапов Вооружённые Силы Свердловск | 4:15.17,0 | Григорий Климов Вооружённые Силы Ленинград | 4:15.58,0 | Александр Щербина Спартак Тбилиси     | 4:19.32,0 |

## Чемпионаты СССР по десятиборью и эстафетному бегу
Чемпионы страны в десятиборье и эстафетах определились 3—6 октября в Ленинакане на городском стадионе.

### Мужчины
| Дисциплина       | Золото                                                                                 | Золото            | Серебро                                                                       | Серебро          | Бронза                                                                       | Бронза            |
| ---------------- | -------------------------------------------------------------------------------------- | ----------------- | ----------------------------------------------------------------------------- | ---------------- | ---------------------------------------------------------------------------- | ----------------- |
| Десятиборье*     | Юрий Дьячков Динамо Тбилиси                                                            | 7836 очков (7719) | Михаил Стороженко Динамо Киев                                                 | 7544 очка (7390) | Виктор Михальченко Динамо Краснодар                                          | 7525 очков (7382) |
| Эстафета 4×100 м | Вооружённые Силы Виктор Касаткин Эдвин Озолин Юльян Кащеев Владимир Зуб                | 39,9              | Профсоюзы Геннадий Костарной Игорь Суворов Виктор Андреев Виктор Усатый       | 40,0             | Буревестник Игорь Дзогий Виталий Клименко Александр Тарасян Николай Политико | 40,4              |
| Эстафета 4×400 м | Вооружённые Силы-I Александр Иванов Валерий Фролов Василий Анисимов Григорий Свербетов | 3.08,0            | Вооружённые Силы-II Юрий Фокин Сергей Дьяченко Анатолий Казаков Виктор Бычков | 3.09,5           | Профсоюзы Аркадий Липшеев Николай Пирог Валентин Подлесных Тариэл Бахтадзе   | 3.10,0            |

* Для определения победителя в соревнованиях десятиборцев использовалась старая система начисления очков. Пересчёт с использованием современных таблиц перевода результатов в баллы приведён в скобках.

### Женщины
| Дисциплина       | Золото                                                                        | Золото | Серебро                                                                            | Серебро | Бронза                                                                    | Бронза |
| ---------------- | ----------------------------------------------------------------------------- | ------ | ---------------------------------------------------------------------------------- | ------- | ------------------------------------------------------------------------- | ------ |
| Эстафета 4×100 м | Профсоюзы Людмила Григорьева Татьяна Арнаутова Людмила Самотёсова Ренате Лаце | 44,9   | Вооружённые Силы Лидия Алфеева Лилита Загере Тамара Козырева Валентина Большова    | 45,7    | Динамо Александра Древина Наталья Рунова Зита Визбарайте Татьяна Талышева | 46,2   |
| Эстафета 4×200 м | Профсоюзы Людмила Григорьева Людмила Есина Ренате Лаце Людмила Самотёсова     | 1.34,8 | Вооружённые Силы Лидия Алфеева Лилита Загере Галина Виноградова Валентина Большова | 1.36,6  | Динамо Зита Визбарайте Наталья Рунова Татьяна Талышева Александра Древина | 1.37,7 |